# کائو هسین-چیه
کائو هسین-چیه(وید جایلز:Kao Hsien-chih) یا گائو ژیانچی(پین‌یین:Gāo Xiānzhī؛ به چینی:高仙芝)(مرگ ۲۴ ژانویه ۷۵۶ میلادی)یک فرماندهٔ نظامی بزرگ در دورهٔ دودمان تانگ چین بود. وی در روزگار پادشاهی امپراتور شوان زونگ اول خدمت می‌کرد. او بیشتر به خاطر لشکرکشی‌هایش به رشته‌کوه پامیر، منطقه سین کیانگ، دریاچه آرال و دریای خزر شهرت یافته‌است.
وی سپاهیان چینی را تا ماوراءالنهر پیش برد و سرانجام سال ۷۵۱ میلادی در کنار رود طلاس مقابل نیروهای زیاد بن صالح، از فرماندهان خلافت عباسی (هوادار ابومسلم خراسانی) و متحدان تبتی آن‌ها شکست خورد و از پیش‌روی بازماند. برپایهٔ منابع اسلامی چینیان پنجاه هزار کشته و بیست هزار تن اسیر دادند. گفته می‌شود همین اسرا مسلمانان را با کاغذ و قطب‌نما آشنا کردند. این نبرد باعث پایان پیشروی چینیان به سوی سرزمین‌های غربی و پیشروی عباسیان به سوی سرزمین‌های شرقی شد. این پیروزی برای اعراب سبب نام‌آوری روزافزون ابومسلم و هراس بیش از پیش عباسیان از او گشت.